# Softcatalà

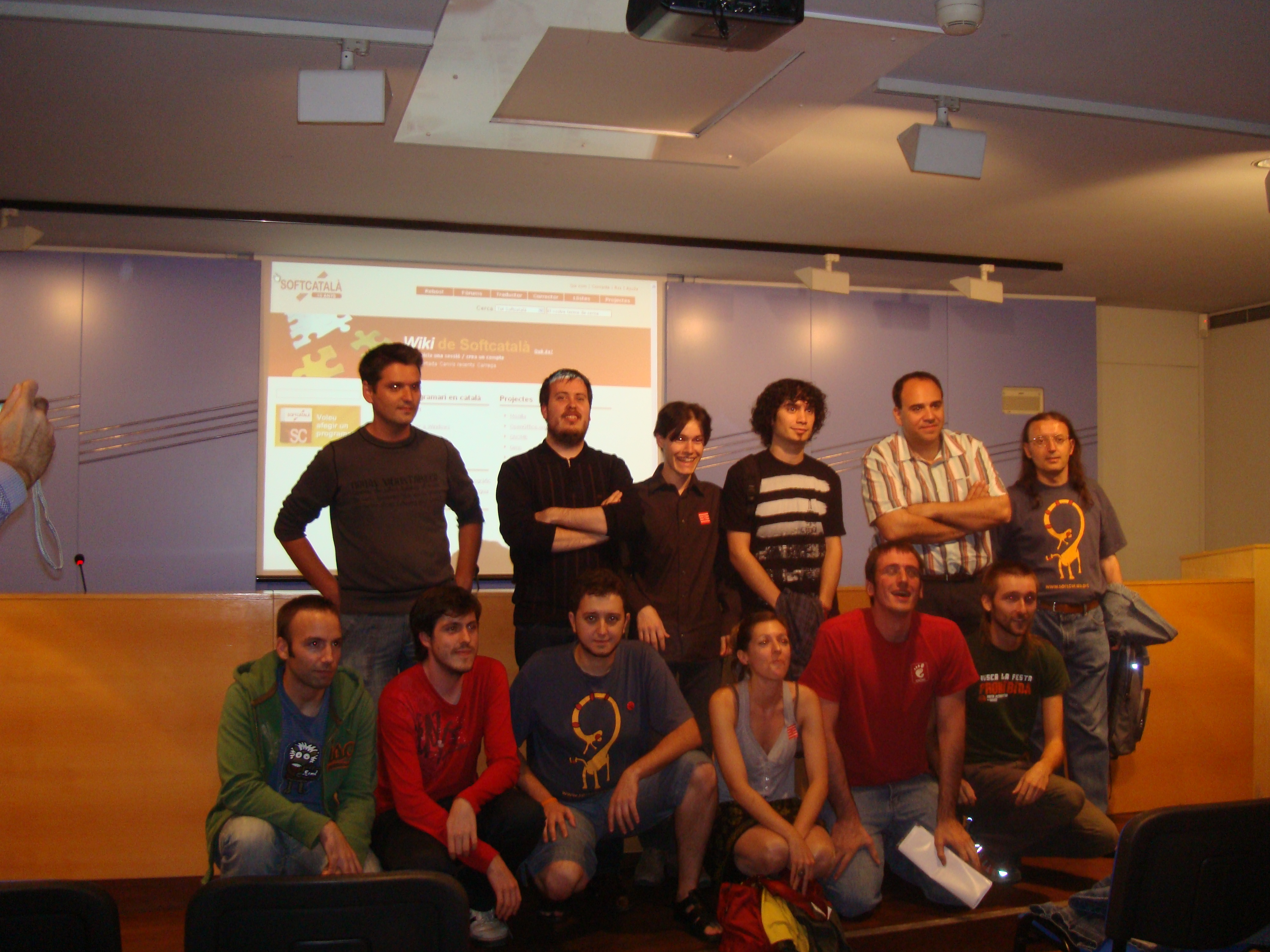
Foto de grupo de algunos de los miembros durante la fiesta del décimo aniversario de Softcatalà.

Softcatalà es una asociación sin ánimo de lucro cuyo objetivo fundamental es fomentar el uso del idioma catalán en la informática, en Internet y en las nuevas tecnologías.
Dicha asociación está formada por profesionales, informáticos, filólogos, estudiantes y distintos voluntarios que abarcan los campos propios de la traducción del software al catalán en aras de proteger dicha lengua en el entorno del software dominado en gran parte por el idioma inglés.

## Historia
Softcatalà nació en 1997 como un grupo de voluntarios dispuestos a mejorar la presencia del catalán en las nuevas tecnologías. Para ello emprendió la tarea de traducir gran parte del software de código libre hasta conseguir que, en la actualidad, la mayor parte de los programas más importantes de este ámbito (OpenOffice.org, Firefox, etc.) estén disponibles en lengua catalana. Una tarea, pues, que no ha sido emprendida por organismos gubernamentales sino por voluntarios relacionados con el entorno del software libre.
Durante sus años de existencia Softcatalà ha recibido numerosos premios, entre los que destacan el Premio Nacional de Internet que otorga anualmente la Generalidad de Cataluña, el Premio Nacional a la Proyección de la Lengua Catalana en 2005 por su fomento de la presencia del catalán en Internet, y otros premios relacionados con la lengua y las nuevas tecnologías, o la Creu de Sant Jordi en 2024.

## Desarrollo de proyectos
Desde sus inicios Softcatalà ha apostado por la creación de recursos lingüísticos libres como: 
- un glosario de más de 1500 términos en inglés - catalán habituales en la traducción de software;
- la Guía de estilo de traducción de software;[2]
- una memoria de traducción con más de 40.000 entradas que recoge las principales traducciones que ha desarrollado Softcatalà, y
- un corrector ortográfico[3] que actualmente es el estándar[cita requerida] en catalán para todos los programadores del entorno del software libre o de código abierto.

Durante este tiempo ha colaborado con el centro de terminología TERMCAT en la estandarización de nuevos términos al catalán relacionados con las nuevas tecnologías.
En el año 2001 inició una colaboración con la empresa Google que permitió la traducción de la interfaz de este buscador al catalán y, posteriormente, participar en la adaptación del motor de búsqueda de páginas en catalán. 
En el ámbito de GNU/Linux ha participado en su popularización, en la traducción del entorno GNOME, así como de las herramientas de configuración e instalación de las distribuciones Mandriva y Fedora.
Actualmente esta asociación se ha convertido en un referente en el ámbito del software en lengua catalana.